# 于洛半島
64°29′S 62°44′W / 64.483°S 62.733°W
于洛半島是南極洲的半島，位於帕默群島的布拉班特島西南端，由讓-巴蒂斯特·夏古率領的法國探險隊繪入地圖和命名，現時由南極條約體系管理。